# André Sainte-Laguë
 Der er for få eller ingen kildehenvisninger i denne artikel, hvilket er et problem. Du kan hjælpe ved at angive troværdige kilder til de påstande, som fremføres i artiklen.

André Sainte-Laguë (født 20. april 1882 i Saint-Marin-Curton i Aquitaine i Frankrig, død 18. januar 1950) var en fransk matematiker og en pionér indenfor matematisk grafteori.
Hans forskning vedrørende partibaserde forholdstalsvalg blev publiceret i 1910 og førte til at et af mandatfordelingssystemerne blev opkaldt efter ham, Sainte-Laguës metode. Også Sainte-Laguë-indeksen for måling af proportionaliteten af et valgresultat blev opkaldt efter ham.

## Biografi
Sainte-Laguë blev født i Casteljaloux, Lot-et-Garonne, i 1882. I 1902 blev Sainte-Laguë optaget på Ecole Polytechnique og Ecole Normale Superieure. Han valgte det sidste og blev professor i provinserne, derefter i Paris. Under Første Verdenskrig - efter at være blevet såret tre gange - var han tilknyttet Institut for Opfindelser i Normalskolen fra 1917 til 1919. Han studerede langrækkende artillerigranater og derefter fugleflyvning og anliggender i forbindelse med luftfart.
Efter Første Verdenskrig blev han lektor i matematik ved Conservatoire National des Arts et Metiers. Derefter modtog han i 1938 formanden for anvendt matematik. Han uddannede generationer af ingeniører og teknikere. Han var arrangør og vært for Mathematics Section of the Palace of Discovery, hvor hans encyklopædiske sind stadig er til stede.
Ved siden af sin akademiske karriere førte han et liv som aktivist, især Confederation of Intellectual Workers, som han var formand for i 1929. Fra besættelsens tidligste dage tog han en vigtig del i modstanden og sad endda fængslet.
Han genoptog sine opgaver ved Conservatoire National des Arts et Metiers efter befrielsen og havde et voksende antal studerende. Ved sin død underviste han i tre kurser på i alt 2500 studerende.
Hans pludselige død kom i samme øjeblik, hvor han havde accepteret formandskabet for komiteen for Venneforbundet for det psykiske institut, hvor han var vicepræsident i 1949 og havde været medlem siden 1934.